# 大熊餐廳
《大熊餐廳》（英語：The Bear），是一部美國心理喜劇劇情類影集，由克里斯托弗·斯托勒主創，傑瑞米·艾倫·懷特、艾邦·摩斯-貝克許、阿尤·艾德維利、萊昂內爾·博伊斯、麗莎·科倫-扎亞斯、艾比·伊略特和馬蒂·馬得勝主演，講述一位年輕名廚被迫回到芝加哥接管先兄遺下的餐館而面對各種難關的故事。該劇的第一季於2022年6月23日於Hulu首播，第二季於2023年6月22日首播，第三季於2024年6月26日首播，並在同年3月獲續訂第四季。
該劇的整體評價正面，主要在劇本、演出和情感渲染等方面備受讚譽。該劇在第75屆黃金時段艾美獎共有十三項提名，同時亦獲得評論家選擇獎和金球獎的最佳喜劇類劇集提名，而飾演男主角的懷特亦憑該劇贏得評論家選擇獎、金球獎和美國演員工會獎的喜劇類劇集最佳男主角。

## 劇情背景
曾獲詹姆斯比爾德獎的名廚卡米（傑瑞米·艾倫·懷特飾）回到老家芝加哥，接手經營由剛剛自殺身亡的哥哥麥可一手建立的義式牛肉三明治店。他雖然聘請了年輕且有熱誠的辛妮（阿尤·艾德維利飾）為主廚，但遇上債務危機、以經理里奇（艾邦·摩斯-貝克許飾）為首的老員工的對抗、餐廳設備過份殘舊等問題。

## 演員

### 主演
- 傑瑞米·艾倫·懷特 飾演 卡門·「卡米」·貝爾扎托（Carmen "Carmy" Berzatto；第1至第2季）：於紐約知名餐廳工作的名廚，因哥哥自殺而回到老家芝加哥接手經營他的餐廳「芝加哥原汁牛肉」[2]。
- 艾邦·摩斯-貝克許 飾演 理查德·「里奇」·傑里莫維奇（Richard "Richie" Jerimovich；第1至第2季）：「芝加哥原汁牛肉」餐廳經理，麥可、卡米和糖糖的表親[2]。
- 阿尤·艾德維利（英语：Ayo Edebiri） 飾演 辛妮·阿達姆（Sydney Adamu；第1至第2季）：別具才華但缺乏經驗的廚師，在卡米接手後成為「芝加哥原汁牛肉」主廚[2]。
- 萊昂內爾·博伊斯（英语：Odd Future） 飾演 馬克斯（Marcus；第1至第2季）：「芝加哥原汁牛肉」麵包師，後成為甜品師[2]。
- 麗莎·科倫-扎亞斯（英语：Liza Colón-Zayas） 飾演 提娜（Tina；第1至第2季）：固執的「芝加哥原汁牛肉」資深廚師[2]。
- 艾比·伊略特（英语：Abby Elliott） 飾演 娜塔莉·「糖糖」·貝爾扎托（Natalie "Sugar" Berzatto；第1至第2季）：麥可和卡米的妹妹，「芝加哥原汁牛肉」的合夥人[2]。
- 馬蒂·馬得勝（英语：Matty Matheson） 飾演 尼爾·霍克（Neil Fak；主演第2季，常設第1季）：麥可和卡米的兒時好友，間中回到餐廳幫忙的水電工[2]。

### 常設
- 埃德溫·李·吉布森（Edwin Lee Gibson） 飾演 埃布拉海姆（Ebraheim；第1至第2季）：「芝加哥原汁牛肉」資深廚師[2]。
- 荷西·塞萬提斯（José Cervantes） 飾演 安吉（Angel；第1至第2季）：「芝加哥原汁牛肉」洗碗工[2]。
- 奧立佛·普雷特 飾演 吉米·西塞羅（Jimmy Cicero；第1至第2季）：麥可、卡米和糖糖的叔叔，「芝加哥原汁牛肉」的主要投資者[2]。
- 科瑞·亨德里克斯（Corey Hendrix） 飾演 加里·「掃把」·伍茲（Gary "Sweeps" Woods；第1至第2季）：「芝加哥原汁牛肉」廚師[2]。
- 理查德·埃斯特拉斯（Richard Esteras） 飾演 曼尼（Manny；第1至第2季）：「芝加哥原汁牛肉」洗碗工[2]。
- 克里斯·威泰斯克（英语：Chris Witaske） 飾演 皮特（Pete；第1至第2季）：糖糖的丈夫[2]。
- 勞勃·湯森德（英语：Robert Townsend (actor)） 飾演 伊曼紐爾·阿達姆（Emmanuel Adamu；第2季）：辛妮的父親，不支持女兒開辦餐廳的決定[3]。
- 莫莉·戈登 飾演 克萊兒（Claire；第2季）：卡米的高中同學和暗戀對象、外科醫師，與卡米發展出曖昧關係[4]。

### 客串
- 強·柏恩瑟 飾演 邁克爾·「麥可」·貝爾扎托（Michael "Mikey" Berzatto；第1至第2季）：「芝加哥原汁牛肉」的老闆和主廚，卡米和糖糖的哥哥，在劇集開始前四個月自殺身亡[5]。
- 喬爾·麥克哈爾 飾演 卡米的前上司（第1至第2季）：知名主廚，經常言語羞辱卡米[6]。
- 艾美·莫爾頓（英语：Amy Morton） 飾演 南希·喬里（Nancy Chore；第1季）：環境衞生官[6]。
- 莫利·林沃德 飾演 戒酒會主持（第1季）[6]
- 威爾·普爾特 飾演 盧卡（Luca；第2季）：於哥本哈根開餐廳的甜品師、卡米的前同事，受卡米委託為馬克斯進行特訓[4]。
- 亞歷克斯·莫法特（英语：Alex Moffat） 飾演 喬什（Josh；第2季）：「大熊餐廳」新聘請的廚師，因在晚餐餐期到後巷吸快克古柯鹼而被辭退[3]。
- 潔美·李·寇蒂斯 飾演 唐娜·貝爾扎托（Donna Berzatto；第2季）：麥可、卡米和糖糖的母親[7]。
- 巴布·奧登科克 飾演 李·「李叔叔」·萊恩（"Uncle" Lee Lane；第2季）：與唐娜斷斷續續地交往的男朋友[7]。
- 莎拉·保羅森 飾演 米歇爾·貝爾扎托（Michelle Berzatto；第2季）：麥可、卡米和糖糖的表親[7]。
- 約翰·穆拉尼 飾演 史蒂文（Steven；第2季）：米歇爾的男友[7]。
- 吉莉安·雅各布斯 飾演 蒂芙尼·傑里莫維奇（Tiffany Jerimovich；第2季；未署名客串第1季[註 1]）：里奇的前妻，與他育有一女[7]。
- 瑞奇·斯塔菲耶里（Ricky Staffieri） 飾演 西奧多·霍克（Theodore Fak；第2季）：尼爾的哥哥，與貝爾扎托家族關係親近[7]。
- 奧莉薇亞·柯爾曼 飾演 泰瑞主廚（Chef Terry；第2季）：曾與卡米共事的主廚，受卡米委託為里奇進行特訓[4]。
- 莎拉·拉莫斯（英语：Sarah Ramos） 飾演 潔西卡（Jessica；第2季）：為里奇進行特訓的高級餐廳的副廚師長[3]。
- 安德魯·羅培茲（Andrew Lopez） 飾演 蓋瑞（Garrett；第2季）：為里奇進行特訓的高級餐廳的雜工主管[3]。
- 瑞奈·古布（英语：Rene Gube） 飾演 高級餐廳「Ever」的總經理[3]
- 米卓拉·朱哈里（英语：Mitra Jouhari） 飾演 凱莉（Kelly；第2季）：克萊兒的朋友[3]。
- 喬許·哈奈特：飾演 法蘭克（第三季）里奇前妻的未婚夫。
- 約翰·希南：飾演 薩米（第三季）泰德朋友 臨時拋光地板師傅

## 集數
| 季數 | 集数 | 集数 | 上線日期      | 上線日期      |
| ---- | ---- | ---- | ------------- | ------------- |
| 1    | 8    | 8    | 2022年6月23日 | 2022年6月23日 |
| 2    | 10   | 10   | 2023年6月22日 | 2023年6月22日 |

### 第一季 （2022）
| 總集數 | 集數 （季） | 標題     | 譯名     | 導演              | 編劇                           | 上線日期      |
| --- | ----------- | -------- | -------- | ----------------- | ------------------------------ | ------------- |
| 1 | 1           | System   | 系統     | 克里斯托弗·斯托勒 | 克里斯托弗·斯托勒              | 2022年6月23日 |
| 2022年夏天，曾贏得詹姆斯比爾德基金會大獎的名廚卡米回到芝加哥河北區接手由剛自殺的哥哥麥可經營的餐廳「芝加哥原汁牛肉」。麥可的摯友、餐廳經理里奇卻帶領職員排斥卡米，並反對他提出改革餐廳的建議。卡米聘用美國烹飪學院畢業生辛妮為新主廚。由於「芝加哥原汁牛肉」是辛妮父親最喜歡的餐廳，因此辛妮希望與卡米一同振興餐廳。 |             |          |          |                   |                                |               |
| 2 | 2           | Hands    | 對抗     | 克里斯托弗·斯托勒 | 克里斯托弗·斯托勒              | 2022年6月23日 |
| 卡米計劃修改餐廳菜單，但遭到員工們的消極對抗。卡米的妹妹糖糖告訴他叔叔吉米有意收購餐廳，但卡米一口拒絕，二人大吵一架。環境衞生官隨後到餐廳巡視時，發現餐廳裝修多處不合規格，更在爐灶旁發現一包香煙，因此將餐廳的衞生等級評為C級。這時，吉米找上卡米，告訴他麥可生前其實欠了他三十萬，若卡米不肯將餐廳賣給他便要代哥哥償還這筆債務，不願賣掉哥哥心血的卡米只好同意。辛妮提出加薪要求，令里奇不滿，並告訴她麥可以前其實不想讓卡米待在餐廳工作 |             |          |          |                   |                                |               |
| 3 | 3           | Brigade  | 戒酒     | 喬安娜·察洛       | 克里斯托弗·斯托勒              | 2022年6月23日 |
| 卡米出席戒酒無名會家屬團體的聚會，試圖了解哥哥生前面對的困難和酗酒的原因，並在事後向糖糖敞開心扉，二人冰釋前嫌。回到餐廳，卡米嘗試推行廚房軍旅制度，並要求尚未熟悉業務的辛妮擔任領導。眾人屢敗屢試，終於培養出默契。麵包師馬克斯意外發現自己做甜品的天賦，辛妮亦稱讚廚師提娜做的薯泥，本來不和的二人關係破冰。 |             |          |          |                   |                                |               |
| 4 | 4           | Dogs     | 狗狗     | 克里斯托弗·斯托勒 | 蘇菲雅·萊維茨基-韋茲（Sofya Levitsky-Weitz）       | 2022年6月23日 |
| 卡米和里奇到吉米家預備外燴，過程中里奇不小心將他的阿普唑侖倒進果汁中，令吉米的兒子和所有參加派對的小朋友暈倒。吉米卻出乎意料地感到滿意，認為終於能夠落得清靜。同時，辛妮終於與同事們建立良好關係，並以優秀的工作表現贏得他們的尊重。最後，馬克斯研製出獨特的巧克力蛋糕食譜。 |             |          |          |                   |                                |               |
| 5 | 5           | Sheridan | 謝里丹   | 喬安娜·察洛       | 凱倫·約瑟夫·愛德考克（）       | 2022年6月23日 |
| 卡米和辛妮決定修改菜單。當他們預備午市時，廁所的水管突然爆裂。卡米連忙找上他和麥可的兒時好友霍克來修理。然而，一直希望能成為正式僱員的霍克與里奇發生口角，期間霍克意外透露里奇一直在餐廳後巷售賣可卡因。雖然里奇解釋是他只是為了撐過COVID-19疫情而出此下策，但卡米並不買賬。就在這時，馬克斯在製作巧克力蛋糕時意外弄斷熔絲，導致餐廳停電。霍克檢查後指冷凝器已經壞掉，要買一台新的，缺錢的卡米最終同意里奇再多賣一會可卡因。 |             |          |          |                   |                                |               |
| 6 | 6           | Ceres    | 克瑞斯   | 喬安娜·察洛       | 凱瑟琳·雪蒂娜（Catherine Schetina）、瑞奈·古布   | 2022年6月23日 |
| 辛妮想將義大利燉飯加入菜單，但遭卡米拒絕，她一氣之下便將燉飯贈送給一位顧客。糖糖找上卡米，告訴他國稅局正在催促餐廳報稅，二人在預備文件時再度暢談，卡米也就忽略了妹妹感受而向她道歉。專注研究甜甜圈的馬克斯在餐廳的日常工作花上愈來愈少的時間。一些混混在餐廳外的街道爭執，里奇本來打算拿槍出去制止，卻發現辛妮正在派發三明治和汽水，成功將混混趕走。里奇對此感到失望，認為餐廳好像已經不需要他。提娜勸他接受餐廳的改革，但里奇卻不滿辛妮一直對自己指手劃腳。隨後，他報警將混混悉數拘捕。 |             |          |          |                   |                                |               |
| 7 | 7           | Review   | 檢查     | 克里斯托弗·斯托勒 | 喬安娜·察洛                    | 2022年6月23日 |
| 眾人發現有雜誌刊登了關於餐廳的食評，原來獲辛妮贈送燉飯的那位顧客就是食評家，而且他對燉飯的評價正面。提娜帶了被開除學籍的兒子會餐廳，希望他能在餐廳學習烹飪。由於辛妮忘記關閉外帶服務系統，因此餐廳在午市前接到數百張訂單。眾人只得硬著頭皮應付，但在焦急的氛圍下屢屢犯錯，並互相指責，辛妮更在爭執在用刀捅傷了里奇。最終，辛妮和馬克斯即時宣佈辭職，卡米也精神崩潰，肆意砸爛廚具發泄。 |             |          |          |                   |                                |               |
| 8 | 8           | Braciole | 酒燴肉卷 | 克里斯托弗·斯托勒 | 克里斯托弗·斯托勒、喬安娜·察洛 | 2022年6月23日 |
| 卡米在戒酒會上透露麥可多年前突然對自己變得冷淡，並且不讓他在「芝加哥原汁牛肉」工作，於是他苦練廚藝，終於闖出一番事業，但哥哥在此時卻自殺了。辛妮和馬克斯一同吃飯商討去向。吉米在餐廳舉辦單身派對，過程中賓客們發生爭執，里奇在阻止時意外將一位賓客砸暈。馬克斯回到餐廳，卡米向他道歉，眾人開始如常工作。卡米在休息時打算抽根煙，卻不慎把爐灶燒了，幸得其他員工幫忙才把火撲滅。里奇終於將麥可的遺書交給卡米。卡米用短訊向辛妮道歉，並給予她改善燉飯的建議。麥可的遺書上有一道酒燴肉卷食譜和提醒廚師使用小罐裝茄汁的標註。卡米在打開一罐茄汁後發現一捆鈔票，眾人隨即關門，將餐廳裡所有裝錢的茄汁罐打開。最後，卡米決心將餐廳徹底改革，將招牌「原汁牛肉」拆下，改為掛上「大熊餐廳」的標誌。 |             |          |          |                   |                                |               |

### 第二季 （2023）
| 總集數 | 集數 （季） | 標題      | 譯名       | 導演              | 編劇                                        | 上線日期      |
| --- | ----------- | --------- | ---------- | ----------------- | ------------------------------------------- | ------------- |
| 9 | 1           | Beef      | 牛肉       | 克里斯托弗·斯托勒 | 克里斯托弗·斯托勒                           | 2023年6月22日 |
| 卡米和辛妮為了「大熊餐廳」設計新菜單，並邀請蘇格擔任餐廳的項目經理。由於餐廳缺乏營運資金，卡米和辛妮找上吉米，希望能延遲償還麥可欠下的三十萬，並額外向吉米借五十萬。若果在十八個月內他們未能還錢，餐廳連同所在地皮將自動歸吉米所有。吉米最終不情願地答應了他們的要求，而餐廳亦計劃在三個月內開幕。 |             |           |            |                   |                                             |               |
| 10 | 2           | Pasta     | 義麵       | 克里斯托弗·斯托勒 | 喬安娜·察洛                                 | 2023年6月22日 |
| 尼爾在檢查廚房喉管時發現天花板已被霉菌已經腐蝕。辛妮與父親慶祝生日，期間父親指他很擔心辛妮計劃開的餐廳是否會成功。正式成為行政主廚的辛妮邀請提娜擔任副廚師長，提娜欣然答應。辛妮隨即讓提娜和埃布拉海姆報讀廚藝學校，提升餐廳廚師的整體質素。最後，卡米在逛超市時重遇兒時暗戀對象克萊兒，二人互相問好，卡米得知對方已經成為急診科醫生，並故意給對方一個假的電話號碼。 |             |           |            |                   |                                             |               |
| 11 | 3           | Sundae    | 冰淇淋聖代 | 喬安娜·察洛       | 凱倫·約瑟夫·愛德考克（）、凱瑟琳·雪蒂娜（Catherine Schetina） | 2023年6月22日 |
| 卡米再度出席戒酒會，他抱怨自己過份著重餐廳工作而無法放鬆或娛樂。他和辛妮隨後為了制定餐廳菜單而進行試菜，但二人對新菜式並不滿意。克萊兒致電卡米，指她其實能透過他的表親尼爾問到他的號碼，卡米謊稱他只是不小心給了她錯的號碼，並答應與她約會。同時，辛妮光顧城中不同的高級餐廳，試圖獲得設計新菜式的靈感，並與其中一位主廚聊天，該主廚提醒辛妮辦餐廳應該要找一個值得信任的商業拍檔。辛妮回到大熊餐廳，發現卡米已經讓尼爾等人將整個發霉的天花板拆掉。辛妮對卡米做這種重大決定前沒有問過自己而感到非常不滿。 |             |           |            |                   |                                             |               |
| 12 | 4           | Honeydew  | 蜜瓜       | 拉米·优素福       | 史黛西·奧塞-庫福爾                          | 2023年6月22日 |
| 距離餐廳開幕尚餘兩個月，糖糖告訴卡米她懷孕的消息。里奇和尼爾開始重新鋪設天花板，而辛妮為應聘廚師的求職者面試。同時，卡米讓馬克斯為新餐單開發新甜品，並讓能力不逮的他到丹麥哥本哈根跟隨他的舊同事、知名糕點師盧卡學師。於是馬克斯短暫離開病重的母親前往哥本哈根，他和盧卡很快便混熟，並從他身上學習製作多款甜品。最後，他在某天下班時看到後一名單車手發生車禍並被鐵絲網壓住，他連忙出手相救。 |             |           |            |                   |                                             |               |
| 13 | 5           | Pop       | 汽水       | 喬安娜·察洛       | 蘇菲雅·萊維茨基-韋茲（Sofya Levitsky-Weitz）                    | 2023年6月22日 |
| 提娜從廚藝學校學成歸來，協助辛妮設計新菜單，但她亦告知辛妮原來埃布拉海姆在報讀不久後便退了學。糖糖讓吉米找方法加快餐廳的商業登記審批。克萊兒陪同卡米一起去提交酒類營業執照的申請表，並要他陪同自己出席派對。卡米意識到與克萊兒相處就是自己一直尋找釋放壓力的方法。派對結束後，卡米帶克萊兒到餐廳參觀，期間他和里奇就偷取鄰店電力一事發生爭執，最終不歡而散。但在餐廳員工離開後，卡米和克萊兒在廚房裡首次接吻。 |             |           |            |                   |                                             |               |
| 14 | 6           | Fishes    | 七魚宴     | 克里斯托弗·斯托勒 | 喬安娜·察洛、克里斯托弗·斯托勒              | 2023年6月22日 |
| 時間設定於距離大熊餐廳開幕五年前，卡米從哥本哈根回到芝加哥與家人和親戚過聖誕。糖糖向麥可提到母親唐娜的精神狀況有些不穩定，但麥可勸她千萬不要問她「是否沒事」，讓卡米和他應付就好了。卡米到廚房替唐娜準備七魚宴。里奇（當時尚未離婚）的妻子蒂芙尼因初懷孕而感到不適，於是到睡房休息，並告訴里奇她拜託吉米為里奇找了一份工作。等待吃飯時，眾人討論七魚宴的緣起。李叔叔故意提起他先前被唐娜批評的說法，堅稱七魚宴是根據《聖經》中的象徵而製，認為他不尊重母親且處於興奮狀態的麥可遂朝他扔叉子。二人激烈爭吵，但在唐娜從廚房出來後停止。在史蒂文領禱後，唐娜開始胡言亂語。糖糖忍不住詢問母親「是否沒事」，唐娜聽後突然發飆，怒罵眾人後離座。李叔叔在唐娜離開後指其實大家都預見到這個結果，現在終於可以鬆一口氣。憤怒的麥可再度朝他扔叉子，李叔叔隨即打算還擊，其他人連忙拉著二人。就在這時，唐娜將自己反鎖在汽車內，並駕車一把撞進了客廳。 |             |           |            |                   |                                             |               |
| 15 | 7           | Forks     | 餐叉       | 克里斯托弗·斯托勒 | 亞歷克斯·拉塞爾（Alex Russell）                         | 2023年6月22日 |
| 里奇被卡米送到一所高級餐廳進行特訓，他一開始對此非常不屑，更對要在清早起床和被派去不斷抹餐叉而極為不滿。然而，當他親眼看到餐廳員工在服務客人時一絲不苟的態度後改變心態，並認真投入工作，更獲得副廚師長潔西卡批准為客人上菜，成功令客人感到滿意的里奇充滿成功感。里奇隨後開始在工作過程中偷師，包括透過觀摩潔西卡指揮上菜而了解餐廳的運作。一星期後，里奇的特訓期結束，他依依不捨地向眾人道別，並一度詢問上司可否留下工作。離開餐廳前，他遇上該餐廳的主廚、卡米的前同事泰瑞。泰瑞與他一邊工作，一邊分享自己的往事，並告訴里奇其實卡米一直都很相信里奇的潛力，而她自己亦認為里奇的交際能力能讓他取得前所未有的成就。 |             |           |            |                   |                                             |               |
| 16 | 8           | Bolognese | 波隆那肉醬 | 克里斯托弗·斯托勒 | 瑞奈·古布                                   | 2023年6月22日 |
| 距離餐廳開幕尚餘十天，卡米和辛妮為餐廳仍未能通過防火測試而煩惱。埃布拉海姆終於回到餐廳向提娜道歉，並答應會負責處理餐廳的外賣三明治。里奇穿著西裝回到餐廳，眾人對此極為驚訝，並對里奇的改變感到好奇。馬庫斯亦從哥本哈根歸來，並向卡米和辛妮展示了三款新甜品。二人都非常滿意，但當卡米提出克萊兒對餐廳菜單的意見時，辛妮認為克萊兒或者會令忙於籌備餐廳開幕的卡米分心。里奇向糖糖道歉，並一同為應聘侍應的求職者進行面試。尼爾想起麥可有一次為了騙保險金而將自動滅火系統關閉。尼爾成功在政府人員來檢查前將系統重啟後，通過了防火測試，餐廳能正式營運。最後，卡米回家為克萊兒準備晚餐，並於下班回來的克萊兒親熱。 |             |           |            |                   |                                             |               |
| 17 | 9           | Omelette  | 奄列       | 克里斯托弗·斯托勒 | 喬安娜·察洛、克里斯托弗·斯托勒              | 2023年6月22日 |
| 大熊餐廳準備試業。辛妮為了向不支持自己創業的父親證明自己而積累巨大壓力。卡米亦開始對各種小事都極為憂慮，並因此忘記了約技工維修冷凍庫門把的正事。糖糖告訴卡米她邀請了母親唐娜出席餐廳開幕，二人都不確定她是否會出現。里奇和糖糖確認餐廳於首兩星期都被訂滿，但之後的日子尚未有人預訂，二人認為餐廳必須儘快打響名堂以維持運作。吉米為卡米帶來商業登記證明，卡米亦就早前掛著與克萊兒談情而分心向辛妮道歉，並將印有她名字的廚師袍送給她。最後，里奇在確認所有人都準備好後便開張營業。 |             |           |            |                   |                                             |               |
| 18 | 10          | The Bear  | 大熊餐廳   | 克里斯托弗·斯托勒 | 凱莉·加盧斯卡（Kelly Galuska）                           | 2023年6月22日 |
| 大熊餐廳開幕，里奇負責管理樓面，而辛妮在後廚發號司令。在上菜後不久，後廚發現叉子不夠用。卡米和馬克斯新聘請的廚師喬什失了蹤，卡米只好臨時頂替喬什。卡米隨後在進入冷凍庫時，外面的門把整個斷掉，將他關在庫中。辛妮只好頂替卡米，而里奇則臨時取代辛妮指揮後廚。糖糖的丈夫皮特看到唐娜在餐廳外出現，便連忙到外頭請她進來就座，並提到糖糖懷孕的事，但唐娜堅持不進去，指她沒有面目在這個大喜日子與孩子見面，並叮囑皮特不要向任何人提起自己來過，最後獨自哭著離開。仍然被關在冷凍庫中的卡米開始發脾氣，更將他搞砸一切的理由歸咎於與克萊兒拍拖，從尼爾口中得知卡米出意外而到後廚打算看望其的克萊兒剛好聽到他的話，於是便向卡米道歉，然後哭著離去。看到卡米弄哭克萊兒的里奇遂去質問他發生甚麼事，惱羞的卡米將怨氣發洩在里奇身上，指里奇沒有自己甚麼都不是。最後，技師前來鋸開冷凍庫的門鎖，而馬克斯注意到手機中有來自病母看護的多通未接電話。   |             |           |            |                   |                                             |               |

## 製作

### 開發

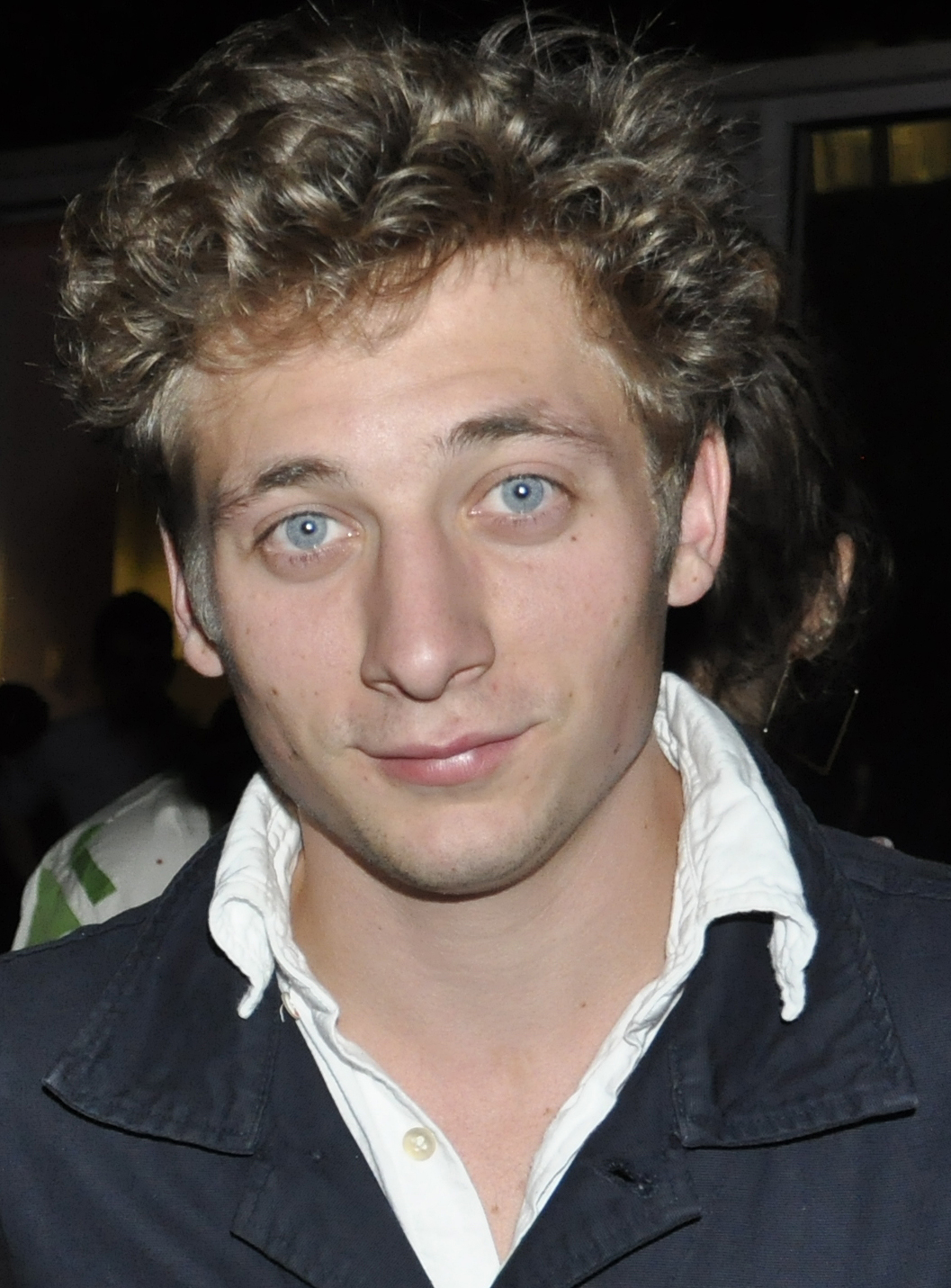
飾演主角卡米的傑瑞米·艾倫·懷特

克里斯托弗·斯托勒一直希望能創作一部以餐廳文化為題材的電影，但由於電影的節奏過快，與斯托勒寫的橋段不搭配，因此他改為與FX工作室合作，開發一部原創劇集。2020年，喬安娜·察洛加入創作團隊，與斯托勒一同兼任導演、編劇和製作人，並在2021年3月獲批拍攝試播集。同月，FX宣佈將會製作該劇，定名為《大熊餐廳》，並由克里斯托弗·斯托勒執導和編劇，喬安娜·察洛、村井浩、內特·馬特森（Nate Matteson）擔任執行製作人。
該劇的創作靈感是源自斯托勒長大的芝加哥，當地是美國的美食重鎮，餐廳之間的競爭激烈，因此斯托勒打算創作一部以餐廳文化為題材的作品。斯托勒希望能將餐廳最真實和混亂的一面帶給觀眾，因此有別於其他料理題材作品，他刻意加入洗碗、報稅、衞生部門突擊檢查等沉悶但寫實情節、主廚經常喝罵下屬等不良工作關係的描寫，以及一些奇怪的芝加哥餐飲界傳統，反映現實中經營餐廳的困難。斯托勒多次在劇中強調「時間」，他認為時間是餐廳管理的重要一環，因此他在拍攝餐廳日常運作時都會用較快的節奏，又在第七集〈檢查〉中使用一鏡到底的拍攝方式，突顯時間的重要性。為了維持劇本節奏，斯托勒亦放棄在該劇的第一季中加入感情線。斯托勒參考了一位朋友的父親開辦義式三明治店的經歷來創作劇中的「芝加哥原汁牛肉」，並加入了大量術語和參考米芝蓮餐廳格局佈置的細節，務求令劇中的餐廳運作更加逼真。此外，劇中對於家庭關係和精神創傷的探討則是源自斯托勒本身的成長環境，部份與卡米和糖糖相關的橋段是取自現實中斯托勒和妹妹的經歷，而他希望該劇完結時每個角色都能從內心創傷得以痊癒。另一位編劇察洛則參考了一些現實廚師的經歷，希望在經營餐廳和修復家庭關係的兩條主線外加入背景故事和個人心理描寫，令角色變得更豐富和立體。同時她亦在劇本中加入一些現實元素，例如餐廳在COVID-19疫情中生意大減，讓觀眾更有共鳴。
由於該劇獲得不俗的口碑和商業成績，FX工作室和Hulu於2022年7月宣佈續訂第二季，斯托勒和察洛回歸擔任主創，六名主演亦會回歸，預計於2023年首播。2023年11月，該劇宣佈續訂第三季。

### 選角
2021年5月，傑瑞米·艾倫·懷特宣佈將會飾演男主角。同年10月，艾邦·摩斯-貝克許、阿尤·艾德維利、萊昂內爾·博伊斯、麗莎·科倫-扎亞斯和艾比·伊略特宣佈將會主演劇集，埃德溫·李·吉布森（Edwin Lee Gibson） 和名廚馬蒂·馬得勝將會出演常設角色，而馬得勝亦會同時出任顧問和製作人，提供與料理相關的專業意見。另外，為了演出名廚卡米一角，懷特在開拍前曾到廚藝學校學習烹飪和一家米芝蓮餐廳實習以了解餐廳的日常運作和文化。
2023年4月，巴布·奧登科克宣佈加入第二季的演出陣容。同年5月，莫莉·戈登宣佈於第二季出演常設角色。此外，柏恩瑟和麥克哈爾亦有回歸客串第二季，其中麥克哈爾只有短短一個鏡頭，而柏恩瑟則在定位為閃回事件的〈七魚宴〉一集中客串。潔美·李·寇蒂斯、約翰·穆拉尼、莎拉·保羅森、奧莉薇亞·柯爾曼、威爾·普爾特和斯托勒的女友吉利安·雅各布斯亦有在該季客串。

### 拍攝
該劇於2021年7月拍攝試播集，而主體拍攝於2022年2月初至3月尾在在伊利諾伊州芝加哥北部進行，為期約三十日。劇中的「芝加哥原汁牛肉」則是在當地真實存在的一家三明治店牛肉先生取景，斯托勒是該餐廳的常客和東主兒子的朋友。
第二季的主體拍攝則在2023年2月開始，並在同年4月尾殺青。除了芝加哥，劇組亦移師到同州的埃文斯頓和威爾梅特進行拍攝。此外，由拉米·优素福執導的第二季第四集於丹麥哥本哈根拍攝，拍攝時長約兩星期。

### 音樂
該劇的配樂均為1980至2000年代的經典搖滾歌曲，由斯托勒和製作人約什·森尼爾親自挑選，當中包括電台司令、珍珠果醬樂團、威爾可合唱團等樂隊的歌曲。

## 發行
2022年6月3日，該劇的第一季在美國Hulu首播，全季共八集，並在同年9月在其他地區的Disney+播映。第二季於2023年6月22日首播，全季共十集。第三季於2024年6月26日首播，全季共十集。

## 評價
| 季數 | 季數 | 爛番茄          | Metacritic    |
| ---- | ---- | --------------- | ------------- |
|      | 1    | 100% (78則評論) | 88 (24則評論) |
|      | 2    | 99% (84則評論)  | 92 (42則評論) |

《大熊餐廳》的整體口碑不俗，主要讚揚該劇的劇本設計、情感渲染和演出表現。美國電影學會將該劇列為2022年度十大劇集之一，《衞報》將該劇評選爲2022年百大劇集，並形容該劇為「繼《廣告狂人》後最出色的職人劇」。該劇的第一季在爛蕃茄根據77條評論，持有100%的新鮮度，平均得分為8.7／10。該網站的普遍評價為「《大熊餐廳》就像用心製作的三明治，完美地混合五花八門的材料讓人獲得最大的滿足，甚至連能提升味道的鬆脆麵包皮也不忘保留」。Metacritic則根據24則評論，給予88／100的分數，評價屬「總體好評」。該劇的第二季在欄番茄根據84條評論，持有99%的新鮮度，平均得分為9.3／10。該網站的普遍評價為「有別於重新包裝菜單，《大熊餐廳》的第二季明智地將觀眾喜愛的角色丟進一個名為不幸的平底鍋，讓他們自行料理，並奉上又一碟令人超級滿意的菜式」。Metacritic則根據42則評論，給予92／100的分數，評價屬「總體好評」。此外，該劇為FX最高收視率的喜劇類電視劇集。

### 獎項與提名
| 年份 | 獎項                         | 類別                                     | 提名者 | 結果 | 參     |
| ---- | ---------------------------- | ---------------------------------------- | --- | ---- | ------ |
| 2022 | 2022年美國電影學會獎         | 十大劇集                                 | 不適用 | 獲獎 | [ 49 ] |
| 2022 | 2022年哥譚獨立電影獎         | 最佳新劇集演出                           | 阿尤·艾德維利 | 提名 | [ 53 ] |
| 2022 | 第48屆全美民選獎             | 2022年度最喜愛追看劇集                   | 不適用 | 提名 | [ 54 ] |
| 2023 | 第12屆澳大利亞影視藝術學院獎 | 最佳劇集                                 | 不適用 | 提名 | [ 55 ] |
| 2023 | 第12屆澳大利亞影視藝術學院獎 | 最佳劇集男主角                           | 傑瑞米·艾倫·懷特 | 提名 | [ 55 ] |
| 2023 | 黑膠捲獎                     | 最佳喜劇劇集配角演出                     | 阿尤·艾德維利 | 提名 | [ 56 ] |
| 2023 | 英國電視學院獎               | 最佳國際節目                             | 不適用 | 提名 | [ 57 ] |
| 2023 | 2022年美國音響效果協會獎     | 劇集混音傑出表現 — 半小時                | 斯科特·D·史密斯（Scott D. Smith）、史蒂夫·吉亞瑪利亞（Steve Giammaria）、帕特里克·克里斯滕森（Patrick Christensen）、瑞安·克里森（Ryan Collison）、康納·納吉（Connor Nagy）（提名分集：〈檢查〉）                                 | 提名 | [ 58 ] |
| 2023 | 第28屆評論家選擇獎           | 最佳喜劇類影集                           | 不適用 | 提名 | [ 59 ] |
| 2023 | 第28屆評論家選擇獎           | 喜劇類影集最佳男主角                     | 傑瑞米·艾倫·懷特 | 獲獎 | [ 59 ] |
| 2023 | 第28屆評論家選擇獎           | 喜劇類影集最佳女配角                     | 阿尤·艾德維利 | 提名 | [ 59 ] |
| 2023 | 第75屆美國導演工會獎         | 最佳喜劇類電視劇導演                     | 克里斯托弗·斯托勒（提名分集：〈檢查〉） | 提名 | [ 60 ] |
| 2023 | 第80屆金球獎                 | 最佳音樂及喜劇影集                       | 不適用 | 提名 | [ 61 ] |
| 2023 | 第80屆金球獎                 | 音樂及喜劇類劇集最佳男主角               | 傑瑞米·艾倫·懷特 | 獲獎 | [ 61 ] |
| 2023 | 金膠卷獎                     | 聲音特效傑出表現 — 短篇劇集              | 史蒂夫·吉亞瑪利亞、喬納森·富勒（Jonathan Fuhrer）、埃文·本傑明（Evan Benjamin）、安妮·泰勒（Annie Taylor）、萊斯利·布魯姆（Leslie Bloome）（提名分集：〈檢查〉）                                               | 獲獎 | [ 62 ] |
| 2023 | 第38屆獨立精神獎             | 最佳新有腳本系列配角演出                 | 不適用 | 獲獎 | [ 63 ] |
| 2023 | 第38屆獨立精神獎             | 最佳新有腳本系列配角演出                 | 阿尤·艾德維利 | 獲獎 | [ 63 ] |
| 2023 | 第38屆獨立精神獎             | 最佳新有腳本系列配角演出                 | 艾邦·摩斯-貝克許 | 提名 | [ 63 ] |
| 2023 | 第75屆創意藝術艾美獎         | 喜劇類最佳男客串演員                     | 強·柏恩瑟（提名分集：〈酒燴肉卷〉） | 提名 | [ 64 ] |
| 2023 | 第75屆創意藝術艾美獎         | 喜劇類最佳男客串演員                     | 奧立佛·普雷特（提名分集：〈狗狗〉） | 提名 | [ 64 ] |
| 2023 | 第75屆創意藝術艾美獎         | 最佳敘事節目製作設計（半小時及以下）     | 薩姆·利森科（Sam Lisenco）、埃里克·迪恩（Eric Dean）、艾米麗·卡特（Emily Carte）（提名分集：〈系統〉）                                                                                   | 提名 | [ 64 ] |
| 2023 | 第75屆創意藝術艾美獎         | 喜劇類劇集最佳選角                       | 珍妮·巴卡拉克（Jeanie Bacharach）、詹妮弗·魯德尼克（Jennifer Rudnicke）、米基·帕斯卡（Mickie Paskal）、AJ·林克斯（AJ Links）                                                                                    | 獲獎 | [ 64 ] |
| 2023 | 第75屆創意藝術艾美獎         | 最佳單攝影機喜劇剪輯                     | 喬安娜·諾格爾（Joanna Naugle）（提名分集：〈系統〉） | 獲獎 | [ 64 ] |
| 2023 | 第75屆創意藝術艾美獎         | 最佳動畫喜劇或電視劇（半小時）音效剪輯   | 史蒂夫·吉亞瑪利亞、埃文·本傑明、喬納森·富勒、安妮·泰勒、克里斯·懷特（Chris White）、萊斯利·布魯姆、肖恩·布倫南（Shaun Brennan）（提名分集：〈檢查〉）                             | 獲獎 | [ 64 ] |
| 2023 | 第75屆創意藝術艾美獎         | 喜劇／劇情類劇集（半小時）及動畫最佳混音 | 史蒂夫·吉亞瑪利亞、史葛·D·史密斯（提名分集：〈檢查〉） | 獲獎 | [ 64 ] |
| 2023 | 第75屆黃金時段艾美獎         | 最佳喜劇類劇集                           | 不適用 | 獲獎 | [ 64 ] |
| 2023 | 第75屆黃金時段艾美獎         | 最佳喜劇類影集男主角                     | 傑瑞米·艾倫·懷特 | 獲獎 | [ 64 ] |
| 2023 | 第75屆黃金時段艾美獎         | 最佳喜劇類影集男配角                     | 艾邦·摩斯-貝克許 | 獲獎 | [ 64 ] |
| 2023 | 第75屆黃金時段艾美獎         | 最佳喜劇類影集女配角                     | 阿尤·艾德維利 | 獲獎 | [ 64 ] |
| 2023 | 第75屆黃金時段艾美獎         | 喜劇類最佳導演                           | 克里斯托弗·斯托勒（提名分集：〈檢查〉） | 獲獎 | [ 64 ] |
| 2023 | 第75屆黃金時段艾美獎         | 喜劇類最佳編劇                           | 克里斯托弗·斯托勒（提名分集：〈系統〉） | 獲獎 | [ 64 ] |
| 2023 | 第34屆美國製片公會獎         | 傑出喜劇劇集製片人                       | 不適用 | 獲獎 | [ 65 ] |
| 2023 | 第27屆衛星獎                 | 最佳劇集                                 | 不適用 | 提名 | [ 66 ] |
| 2023 | 第27屆衛星獎                 | 最佳男主角——電視劇                       | 傑瑞米·艾倫·懷特 | 提名 | [ 66 ] |
| 2023 | 美國佈景師工會獎             | 半小時單機劇集最佳佈景／設計             | 埃里克·弗蘭克爾（Eric Frankel）、梅傑·韋斯基（Merje Veski） | 提名 | [ 67 ] |
| 2023 | 第29屆美國演員工會獎         | 喜劇類影集最佳整體演出                   | 萊昂內爾·博伊斯、麗莎·科倫-扎亞斯、阿尤·艾德維利、艾比·伊略特、埃德溫·李·吉布森（Edwin Lee Gibson）、科瑞·亨德里克斯（Corey Hendrix）、馬蒂·馬得勝、艾邦·摩斯-貝克許、傑瑞米·艾倫·懷特 | 提名 | [ 68 ] |
| 2023 | 第29屆美國演員工會獎         | 喜劇類影集最佳男演員                     | 傑瑞米·艾倫·懷特 | 獲獎 | [ 69 ] |
| 2023 | 第39屆電視評論家協會獎       | 年度最佳節目                             | 不適用 | 提名 | [ 70 ] |
| 2023 | 第39屆電視評論家協會獎       | 最佳新節目                               | 不適用 | 獲獎 | [ 70 ] |
| 2023 | 第39屆電視評論家協會獎       | 最佳喜劇類劇集成就                       | 不適用 | 獲獎 | [ 70 ] |
| 2023 | 第39屆電視評論家協會獎       | 喜劇類最佳個人成就                       | 阿尤·艾德維利 | 提名 | [ 70 ] |
| 2023 | 第39屆電視評論家協會獎       | 喜劇類最佳個人成就                       | 傑瑞米·艾倫·懷特 | 提名 | [ 70 ] |
| 2023 | 第75屆美國編劇工會獎         | 喜劇類最佳電視劇編劇                     | 卡倫·約瑟夫·阿德考克（）、喬安娜·察洛、瑞奈·古布、索菲亞·萊維茨基-韋茨（）、亞歷克斯·奧基夫（）、凱瑟琳·謝蒂娜（）、克里斯托弗·斯托勒                     | 獲獎 | [ 71 ] |
| 2023 | 第75屆美國編劇工會獎         | 最佳新劇劇本                             | 卡倫·約瑟夫·阿德考克（）、喬安娜·察洛、瑞奈·古布、索菲亞·萊維茨基-韋茨（）、亞歷克斯·奧基夫（）、凱瑟琳·謝蒂娜（）、克里斯托弗·斯托勒                     | 提名 | [ 71 ] |
| 2023 | 第75屆美國編劇工會獎         | 最佳單集劇本                             | 喬安娜·察洛、克里斯托弗·斯托勒（提名分集：〈酒燴肉卷〉）                                                                                                  | 提名 | [ 71 ] |
| 2024 | 第76屆黃金時段艾美獎         | 最佳喜劇類影集獎                         | 不適用 | 提名 | [ 72 ] |
| 2024 | 第76屆黃金時段艾美獎         | 最佳喜劇類影集男主角                     | 傑瑞米·艾倫·懷特 | 獲獎 | [ 72 ] |
| 2024 | 第76屆黃金時段艾美獎         | 最佳喜劇類影集女主角                     | 阿尤·艾德維利 | 提名 | [ 72 ] |
| 2024 | 第76屆黃金時段艾美獎         | 最佳喜劇類影集男配角                     | 萊昂內爾·博伊斯 | 獲獎 | [ 72 ] |
| 2024 | 第76屆黃金時段艾美獎         | 最佳喜劇類影集女配角                     | 麗莎·科倫-扎亞斯 | 獲獎 | [ 72 ] |

## 註腳
1. ↑  吉莉安·雅各布斯於第一季季終集〈酒燴肉卷〉以未署名的方式客串聲演里奇致電蒂芙尼時轉駁的留言信箱錄音[8]。

## 外部連結
- 官方网站
- 互联网电影数据库（IMDb）上《大熊餐廳》的资料（英文）
- 豆瓣电影上《大熊餐廳》的資料 （简体中文）